# マルチエアポート
マルチエアポートとは航空旅客輸送において同一都市圏もしくは同一地域で一つの仮想的な空港とみなされた複数の空港のことである。

## 概要
マルチポートになった空港は運賃を同一にした上で航空券の振替を可能とする制度がなされ、これを「マルチエアポート制」と呼ぶ。変更可能な種類の航空券であればマルチエアポートとして設定されている空港相互間で、乗降地や航空会社を航空券の購入後に変更できる。
日本には国際航空運送協会（IATA）によって国際的に認められたマルチエアポートが3都市存在するほか、航空会社の裁量で取り扱われる空港もある。

## マルチエアポート一覧
設定都市 - マルチエアポートとして設定されている空港の順に記す。

### 日本

#### IATA公認
- 東京 - 東京国際空港/成田国際空港
- 名古屋 - 中部国際空港/小牧空港
- 大阪 - 大阪国際空港/関西国際空港/神戸空港

#### 日本独自
- 札幌 - 新千歳空港/丘珠空港
  - 日本航空グループとフジドリームエアラインズが「札幌地区の空港」として同一に扱う。フジドリームエアラインズについては新千歳・丘珠の双方から就航している松本空港並びに静岡空港発着便がマルチエアポートの対象となる。山形空港発着便は新千歳のみの就航のためマルチエアポート対象外となる。なお、丘珠発着のフジドリームエアラインズは同空港での滑走路運用の関係上、夏季のみの運航となる。
- 福岡 - 福岡空港/北九州空港/佐賀空港
  - 日本航空グループ、全日本空輸、スターフライヤーが「福岡地区（福岡県・佐賀県）の空港」として同一に扱う[注釈 1][注釈 2][注釈 3]。
- 広島 - 広島空港/岩国空港
  - 全日本空輸が「広島地区の空港」として同一に扱う[注釈 4]。2013年8月22日より設定。

※このほか2009年4月から2016年3月まで、全日本空輸が「北陸地区の空港」として富山空港/小松空港/能登空港を同一に扱っていた。

### アジア
- 韓国
  - ソウル - 仁川国際空港/金浦国際空港
- 中華民国
  - 台北 - 桃園国際空港/台北松山空港
- 中華人民共和国
  - 北京 - 首都国際空港/大興国際空港
  - 上海 - 浦東国際空港/虹橋国際空港
- タイ
  - バンコク - スワンナプーム国際空港/ドンムアン空港
- シンガポール
  - シンガポール - チャンギ国際空港/セレター空港
- インドネシア
  - ジャカルタ - スカルノ・ハッタ国際空港/ハリム・ペルダナクスマ国際空港

### ヨーロッパ
- イギリス
  - ロンドン - ヒースロー空港/ガトウィック空港/スタンステッド空港/ルートン空港/ロンドンシティ空港
- フランス
  - パリ - シャルル・ド・ゴール国際空港/オルリー空港
- イタリア
  - ローマ - フィウミチーノ空港/チャンピーノ空港
  - ミラノ - マルペンサ空港/リナーテ空港
- スウェーデン
  - ストックホルム - アーランダ国際空港/スカヴスタ空港/ブロンマ空港/ヴェステルオース空港
- ロシア
  - モスクワ - シェレメーチエヴォ国際空港/ドモジェドヴォ空港/ヴヌーコヴォ国際空港

### アメリカ
- アメリカ
  - ニューヨーク - ジョン・F・ケネディ国際空港/ニューアーク・リバティー国際空港/ラガーディア空港
  - ワシントンD.C. - ダレス国際空港/ナショナル空港/ボルティモア空港
- ブラジル
  - サンパウロ - グアルーリョス国際空港/ヴィラコッポス国際空港/コンゴーニャス空港
  - リオデジャネイロ - アントニオ・カルロス・ジョビン国際空港/サントス・ドゥモン空港